# العلاقات الكندية الليتوانية
العلاقات الكندية الليتوانية هي العلاقات الثنائية التي تجمع بين كندا وليتوانيا.

## مقارنة بين البلدين
هذه مقارنة عامة ومرجعية للدولتين:
| وجه المقارنة                                              | كندا                     | ليتوانيا                                                    |
| --------------------------------------------------------- | ------------------------ | ----------------------------------------------------------- |
| المساحة (كم2)                                             | 9.98 مليون               | 65.30 ألف                                                   |
| عدد السكان (نسمة)                                         | 35.70 مليون              | 2.79 مليون                                                  |
| الكثافة السكانية (ن./كم²)                                 | 3.58                     | 42.73                                                       |
| العاصمة                                                   | أوتاوا                   | فيلنيوس، كاوناس                                             |
| اللغة الرسمية                                             | لغة إنجليزية، لغة فرنسية | اللغة الليتوانية                                            |
| العملة                                                    | دولار كندي               | ليتاس ليتواني، يورو                                         |
| الناتج المحلي الإجمالي (بليون دولار)                      | 1.65 تريليون             | 47.17 مليار                                                 |
| الناتج المحلي الإجمالي (تعادل القوة الشرائية) بليون دولار | 1.59 تريليون             | 84.06 مليار                                                 |
| الناتج المحلي الإجمالي الاسمي للفرد دولار أمريكي          | 43.25 ألف                | 14.15 ألف                                                   |
| الناتج المحلي الإجمالي للفرد دولار أمريكي                 | 45.07 ألف                | 27.69 ألف                                                   |
| مؤشر التنمية البشرية                                      | 0.913                    | 0.839                                                       |
| رمز المكالمات الدولي                                      | +1                       | +370                                                        |
| رمز الإنترنت                                              | .ca                      | .lt                                                         |
| المنطقة الزمنية                                           |                          | ت ع م+02:00، ت ع م+03:00، أوروبا/فيلنيوس ‏، توقيت شرق أوروبا |

## مدن متوأمة
في ما يلي قائمة باتفاقيات التوأمة بين مدن كندية وليتوانية:
- ترتبط تورونتو مع فيلنيوس باتفاقية توأمة منذ 26 سبتمبر 1989.

## منظمات دولية مشتركة
يشترك البلدان في عضوية مجموعة من المنظمات الدولية، منها:
| علم المنظمة | اسم المنظمة                               | تاريخ انضمام كندا | تاريخ انضمام ليتوانيا |
| ----------- | ----------------------------------------- | ----------------- | --------------------- |
|             | منظمة الشرطة الجنائية الدولية             | ?                 | ?                     |
|             | الاتحاد البريدي العالمي                   | ?                 | ?                     |
|             | مركز تنسيق الحركة في أوروبا ‏              | ?                 | ?                     |
|             | حلف شمال الأطلسي                          | 4 أبريل 1949      | 29 مارس 2004          |
|             | منظمة التجارة العالمية                    | ?                 | ?                     |
|             | منظمة التعاون الاقتصادي والتنمية          | ?                 | 5 يوليو 2018          |
|             | مجموعة الموردين النوويين                  | ?                 | ?                     |
|             | مؤسسة التنمية الدولية                     | 24 سبتمبر 1960    | 23 سبتمبر 2011        |
|             | اتفاقية السماوات المفتوحة                 | ?                 | ?                     |
|             | منظمة الأمن والتعاون في أوروبا            | 25 يونيو 1973     | 10 سبتمبر 1991        |
|             | مؤسسة التمويل الدولية                     | 20 يوليو 1956     | 15 يناير 1993         |
|             | منظمة حظر الأسلحة الكيميائية              | ?                 | ?                     |
|             | الأمم المتحدة                             | 9 نوفمبر 1945     | 17 سبتمبر 1991        |
|             | الاتحاد الدولي للاتصالات                  | 1 يوليو 1908      | 1 يوليو 1923          |
|             | البنك الدولي للإنشاء والتعمير             | 27 ديسمبر 1945    | 6 يوليو 1992          |
|             | المركز الدولي لتسوية المنازعات الاستشارية | 1 ديسمبر 2013     | 5 أغسطس 1992          |
|             | وكالة ضمان الاستثمار متعدد الأطراف        | 12 أبريل 1988     | 8 يونيو 1993          |
|             | يونسكو                                    | 4 نوفمبر 1946     | 7 أكتوبر 1991         |

## وصلات خارجية
- موقع وزارة الخارجية الكندية
- موقع وزارة الخارجية الليتوانية